# Jang Kuk-chol
Jang Kuk-chol (Pionyang, Corea del Norte) es un futbolista profesional norcoreano que juega como defensa del Hwaebul SC.

## Selección nacional
Jang hizo su debut en la selección nacional a los 18 años, en el año 2011, jugó en un partido amistoso contra la selección iraquí, el cual finalizó con un marcador de 2-0 a favor del equipo de Irak.
En 2012, fue seleccionado para representar a Corea del Norte en la Copa Desafío de la AFC 2012, donde el equipo se consagró campeón del torneo. Durante esta competición, Jang Kuk-chol anotó dos goles, el primero de los cuales fue contra la selección de Filipinas, marcando así su primer gol internacional con la selección mayor.
El 2014 participó en los Juegos Asiáticos que se disputaron en Incheon, Corea del Sur con 23 años, Jang obtuvo la medalla de plata, perdiendo la final contra el local por 1-0.
En 2015, fue convocado por Jo Tong-sop para disputar la Copa Asiática 2015, en la cual Corea del Norte fue eliminada en la fase de grupos.Durante ese mismo año, anotó su segundo gol en un partido de clasificación para la Copa del Mundo de Rusia 2018, contra Uzbekistán el 16 de junio de 2015.
En el 2019, participó en la Copa Asiática, fue la primera vez que fue capitán, en el último partido de fase de grupos con la selección de Líbano. En ese mismo año participó en la Intercontiental Hero Cup, obteniendo el título de dicha competición, además en las Clasificatorias al mundial de Catar anotó su quinto gol en el equipo nacional contra la selección de Sri Lanka.
En 2022, representó a Corea del Norte en los Juegos Asiáticos 2022 que se llevaron a cabo en China. Siendo el jugador mayor de 23 años en la lista convocada por Sin Yong-nam, fue seleccionado como capitán del equipo. Sin embargo, la selección norcoreana fue eliminada por Japón en los cuartos de final, en un partido que tuvo incidentes relacionados con reclamos de los norcoreanos en contra las decisiones arbitrales.
En 2023, disputó dos partidos de las clasificatorias para el Mundial 2026, desempeñando el rol de capitán en ambos encuentros.

### Goles internacionales.
| Gol | Fecha                    | Sede                                 | Oponente     | Marcador | Resultado | Competencia                                           |
| --- | ------------------------ | ------------------------------------ | ------------ | -------- | --------- | ----------------------------------------------------- |
| 1.  | 9 de marzo de 2012       | Estadio Halchowk, Nepal              | Filipinas    | 0 - 2    | 0 – 2     | Copa Desafío de la AFC 2012                           |
| 2.  | 11 de marzo de 2012      | Estadio Halchowk, Nepal              | Tayikistán   | 2 - 1    | 2 – 1     | Copa Desafío de la AFC 2012                           |
| 3.  | 16 de junio de 2015      | Estadio Kim Il-sung, Corea del Norte | Uzbekistán   | 2 - 0    | 4 – 2     | Clasificatorias al Mundial de Rusia 2018              |
| 4.  | 16 de noviembre de 2018  | Estadio Municipal de Taipéi, Taipéi  | China Taipéi | 2 - 0    | 2 – 0     | Clasificatorias al Campeonato de fútbol EAFF E-1 2019 |
| 5.  | 10 de septiembre de 2022 | Hipódromo de Colombo, Sri Lanka      | Sri Lanka    | 0 - 1    | 0 - 1     | Clasificatorias al Mundial de Catar 2022              |

## Clubes
| Club                    | País            | Año       |
| ----------------------- | --------------- | --------- |
| Kyonggongop Sports Club | Corea del Norte | 2010      |
| Rimyongsu               | Corea del Norte | 2011-2013 |
| Hwaebul SC              | Corea del Norte | 2014-     |

## Palmarés

### Campeonatos internacionales
| Título                   | Equipo          | Año  |
| ------------------------ | --------------- | ---- |
| Copa Desafío de la AFC   | Corea del Norte | 2012 |
| Intercontiental Hero Cup | Corea del Norte | 2019 |